# 函館水電10形電車
函館水電10形電車（はこだてすいでん10がたでんしゃ）は函館水電（後に函館市交通局。函館市電）が初期に導入、増備した路面電車のグループである。

## 概要
函館馬車鉄道を買収した電力会社、函館水電が電化に備えて初期に導入、その後増備した単車であり、いずれも運転台付近に窓のあるベスビチュール付きの開放式単車である。
〇：新川車庫火災被災車
▲：昭和9年函館大火被災車

### 1 - 25号
開業に備えて、1913年（大正2年）に梅鉢鉄工所で製作された新造車。同年6月27日設計認可。屋根は丸屋根。台車はブリル21E、主電動機はゼネラル・エレクトリックGE-54A（18.4kw、550V）を2台。鉄道歴史家の星良助によると和歌山水力電気株式会社（南海電鉄和歌山軌道線、1971年（昭和46年）に廃止されていて現存していない）の開業時に導入された1型1 - 25号と同スタイルの車両とされている。
- 1号〇:1913年（大正2年）函館水電1号:1926年（大正15年）4月廃止
- 2号〇:1913年（大正2年）函館水電2号:同上
- 3号:1913年（大正2年）函館水電3号:昭和13年帝国電力3号:昭和16年大日本電力11号（3代）に改番:昭和17年道南電気軌道11号（3代）:昭和18年函館市交通局11号（3代）:1954年（昭和29年）12月22日廃止
- 4号▲:1913年（大正2年）函館水電4号:1934年（昭和9年）4月12日廃止
- 5号▲:1913年（大正2年）函館水電5号:同上
- 6号:1913年（大正2年）函館水電6号:
- 7号:1913年函館水電7号:
- 8号▲:1913年函館水電8号:1917年に東久邇宮稔彦王がご乗車された:1934年4月12日廃止
- 9号：
- 10号：
- 11号：
- 12号：
- 13号：
- 14号：
- 15号：
- 16号：
- 17号：
- 18号：
- 19号：
- 20号：
- 21号：
- 22号：
- 23号▲:函館水電23号:函館水電2代目11号（推定）:同年4月12日廃止
- 24号：
- 25号：1917年に東久邇宮稔彦王の随員用に使われた。1926年廃止。

### 26 - 30号
西鉄福岡市内線の元となった九州水力電気より1915年（大正4年）に購入。屋根は二重屋根。1911年（明治44年）川崎造船所鉄道部製で1915年（大正4年）11月12日に函館での設計認可がされている。九州水力電気時代の旧車両番号は116号から123号のいずれかであるが、どの番号が函館のどの番号になったかは不明である。搭載機器も不明であるが主電動機は20.68kwを2台搭載している。早い時期に廃車されたために詳細が不明なところが多い。うち29号のみ1937年（昭和12年）に排形電車に改造されたが、1997年（平成9年）に廃車されている。
- 26号〇:1911年（明治44年）九州水力電気（番号不明）:大正4年函館水電26号:1926年（大正15年）4月10日廃車
- 27号〇:1911年（明治44年）九州水力電気（番号不明）:大正4年函館水電27号:同上
- 28号〇:1911年（明治44年）九州水力電気（番号不明）:大正4年函館水電28号:同上
- 29号:1911年（明治44年）九州水力電気（番号不明）:大正4年函館水電29号:1937年（昭和12年）3月8日帝国電力排形排1号に改造:昭和46年空気制動設置:1997年（平成9年）3月26日廃車
- 30号▲:1911年（明治44年）九州水力電気（番号不明）:大正4年函館水電30号:1934年（昭和9年）4月12日廃車

### 31 - 35号
31 - 35号:東京市電から1形5両を1917年（大正6年）に購入したもの。窓配置はV10Vで屋根は二重屋根、二段絞りの車体を持つ。主電動機はゼネラル・エレクトリックGE-54A（18.4kwを2台）、台車は米国ペックハムB8。元々明治36から37年にかけて製造された東京電車鉄道の車両であった。新川車庫火災被災のため全車1926年（大正15年）4月に廃車。詳細は不明である。
- 31号〇:東京電車鉄道246号（製造は日本車輌製造）→東京市電気局1形（初代）ヨト246号→函館水電31号
- 32号〇:東京電車鉄道247号（製造は東京馬車車体）→東京市電気局1形（初代）ヨト247号→函館水電32号
- 33号〇:東京電車鉄道248号（製造は名古屋車体）→東京市電気局1形（初代）ヨト248号→函館水電33号
- 34号〇:東京電車鉄道249号→東京市電気局1形（初代）ヨト249号→函館水電34号
- 35号〇:東京電車鉄道250号→東京市電気局1形（初代）ヨト250号→函館水電35号

### 36 - 40号
成田電気軌道より1918年（大正7年）に購入したもの。二重屋根。1910年（明治43年）天野工場にて製造。製造時主電動機はドイツのアルゲマイネ25馬力2台であったが神鋼鳥羽MT-60（37.3kw×2）に換装、台車はマウンテンギブソン（MOUNTAIN Gibson）21EMであったがブリル21Eに変更（時期不明）。39号のみ札幌交通機械により除雪車から旅客車に復元され現役。
- 36号▲:成宗電気軌道デハ1形→成田電気軌道デハ1形→函館水電10形36号→1934年（昭和9年）4月12日廃車
- 37号〇:成宗電気軌道デハ1形→成田電気軌道デハ1形→函館水電10形37号→1926年（大正15年）廃車
- 38号▲:成宗電気軌道デハ1形→成田電気軌道デハ1形→函館水電10形38号→1934年（昭和9年）4月12日廃車
- 39号:成宗電気軌道デハ1形→成田電気軌道デハ1形→函館水電10形39号→帝国電力10形39号→帝国電力排形2号→大日本電力排形2号→道南電気軌道排形2号→函館市交通局排形2号→函館市交通局30形39号→函館市企業局交通部30形39号
- 40号〇:成宗電気軌道デハ1形→成田電気軌道デハ1形→函館水電10形40号→1926年（大正15年）廃車

### 41 - 46号
ヴェスティビュール付丸屋根開放式付随単車の新車であり、特等車。1919年（大正8年）導入。梅鉢鉄工所製造。台車は国産品の丹羽式。なお主電動機の取り付けも可能であった。連結運転の許可は1916年（大正5年）に申請し、1917年（大正6年）に受けた。50形導入に伴い普通車に改造。後に電装（時期不明）。100形に編入した。新川車庫火災および函館大火で被災して廃車されて現存していない。
- 41号▲:1919年（大正8年）函館水電41号:函館水電100形109号:1934年（昭和9年）廃止
- 42号▲:1919年（大正8年）函館水電42号:函館水電100形110号:同上
- 43号▲:1919年（大正8年）函館水電43号:函館水電100形111号:同上
- 44号〇:1919年（大正8年）函館水電44号:1926年（大正15年）4月10日廃止
- 45号〇:1919年（大正8年）函館水電45号:同上
- 46号▲:1919年（大正8年）函館水電46号:函館水電100形112号:1934年（昭和9年）廃止

### 53 - 59号
旧東京市電ヨシ251形7両。
- 53号
- 54号：昭和4年1月19日函館水電54号（廃車部品再利用）：1934年（昭和9年）4月12日廃止
- 55号：昭和4年1月19日函館水電54号（廃車部品再利用）：同上
- 56号
- 57号
- 58号
- 59号